# 氟氧化铋
氟氧化铋是一种无机化合物，化学式为BiOF，它可由硝酸铋和氟化钠在1:2%（体积比）的二乙基甲酰胺和水的混合溶液中于室温反应得到。它和金属锂在充放电时发生如下反应：BiOF + 3 Li ⇌ Bi + Li2O + LiF。铋还存在很多其它氟氧化物，例如BiO0.5F2、Bi7O5F11等。